# C로그
C로그는 대한민국의 소셜 네트워크 서비스 싸이월드가 제공하는 소셜 네트워크 서비스, 마이크로블로그이다. 2011년 9월 15일 서비스를 시작했다. C로그의 ‘팬’은 싸이월드의 트위터 개념으로, 다른 C로그와 팬을 맺으면 지인들의 소식을 모아보거나, 가볍게 글을 쓰고 공유할 수 있다.
'차세대 싸이월드'를 표방하며 출범하였으며 '모아보기', '노트', '플러그인', '공감', '인맥'의 5가지 서비스로 구성되었으며 기업용 C로그인 '브랜드 C로그'도 만들었다.
그러나 사용자 감소와 서비스 운영/유지의 어려움으로 2013년 10월 16일부로 서비스를 종료하였다.

## 같이 보기
- 싸이월드
- 트위터
- 페이스북
- 미투데이
- 데이비